# Tunak Tunak Tun
"Tunak Tunak Tun", também conhecido como "Tunak Tunak", é uma música pop, do estilo bhangra criado na Índia pelo artista Daler Mehndi e foi lançado em 1998 em álbum com o mesmo nome. Ela virou um fenômeno na internet por causa sonoridade dançante e principalmente, sua extravagante dança no videoclipe, que inspiraram diversas paródias na internet (entre elas, o videoclipe em si com legendas em português "ao pé da letra": o conhecido viral "Tônico com Guaraná"). O videoclipe foi o primeiro filme feito na Índia usando a tecnologia tela azul, no qual o cantor se sobrepõe até quatro imagens de si mesmo, com imagens de fundo geradas por computador.

Em 1998, os críticos alegaram que a música de Mehndi só era popular pois contava com mulheres bonitas dançando em seus clipes. A resposta de Mehndi foi criar um vídeo que estrelava apenas a si mesmo. A música e o vídeo foram um sucesso na Índia, além de terem se tornado um meme internacional. Em Agosto de 2018, o vídeo estava na marca de 95 milhões de visualizações.